# Partido dos Trabalhadores
Partido dos Trabalhadores (PT, portugisiska: [paʁˈtʃidu ˈdɔʃ tɾabaʎaˈdɔɾeʃ], ”Arbetarnas parti”) är ett politiskt parti i Brasilien. På den politiska skalan anses partiet ligga mellan mitten-vänster och vänster.
Partiet bildades på Colégio Sion i São Paulo 10 februari 1980 av personer med olika bakgrund: motståndare till militärdiktaturen, konstnärer, syndikalister, intellektuella och medlemmar av Teologia da libertação-rörelsen. Vid bildandet antogs manifestet om demokratisk socialism som partiet ännu följer.
Till partiet hör Brasiliens första kvinnliga president, Dilma Rousseff, samt den första personen att väljas till presidentämbetet tre gånger, Luiz Inácio Lula da Silva. 